# Achalcus longicornis
Achalcus longicornis är en tvåvingeart som beskrevs av Van Duzee 1930. Achalcus longicornis ingår i släktet Achalcus och familjen styltflugor. Inga underarter finns listade i Catalogue of Life.